# Joseph Saidu Momoh
Joseph Saidu Momoh (ur. 26 stycznia 1937 w Binkolo, zm. 3 sierpnia 2003 w Konakry) – polityk, prezydent Sierra Leone w okresie listopad 1985 – kwiecień 1992. Pochodził z plemienia Limba. Ukończył angielską szkołę średnią w Sierra Leone, następnie studiował w Wielkiej Brytanii. W 1971 został dowódcą Armii Sierra Leone. W 1978 został deputowanym do Izby Reprezentantów. Następnie objął stanowisko ministra obrony narodowej. W wyborach prezydenckich w Sierra Leone w 1985 był jedynym kandydatem, z ramienia Kongresu Ogólnoludowego. 29 kwietnia 1992 został obalony w wyniku pałacowego przewrotu.